# Demer Holleran
Demer Holleran, née en 1967, est une joueuse professionnelle de squash représentant les États-Unis. Elle est championne des États-Unis à 9 reprises entre 1989 et 1999. Elle est intronisée au temple de la renommée du squash des États-Unis  en 2007.

## Biographie
Demer Holleran est diplômée de l'université de Princeton et a également été active dans le squash collégial pendant cette période. Après sa carrière de joueuse en 2001, elle commence à travailler comme entraîneur de squash au sein de l'équipe de Princeton. Elle possède désormais un club de fitness et de squash intégrant 14 courts de squash à King of Prussia depuis 2007.

## Palmarès

### Titres
- Carol Weymuller Open : 2 titres (1991, 1992)
- Championnats des États-Unis : 9 titres (1989−1994, 1996-1997, 1999)

### Finales
- Carol Weymuller Open : 1994